# Den skarpa eggen
Den skarpa eggen (originaltitel: The Subtle Knife) är den andra delen i trilogin om Den mörka materian av Philip Pullman. I boken fortsätter Lyras värld att vidgas. Hon träffar trilogins andra huvudperson, Will Parry. Berättelsen får alltmer djup och substans, och man börjar inse vad som är huvudsyftet med Wills och Lyras liv. Samtidigt vävs en mängd andra personer och deras viljor in i berättelsen. Allt blir mer och mer mångbottnat, och Will och Lyra börjar utforska olika världar med hjälp av Wills kniv.